# Соммервиллер
Соммервилле́р (фр. Sommerviller) — коммуна во французском департаменте Мёрт и Мозель региона Лотарингия. Относится к  кантону Люневиль-Нор.	

## География

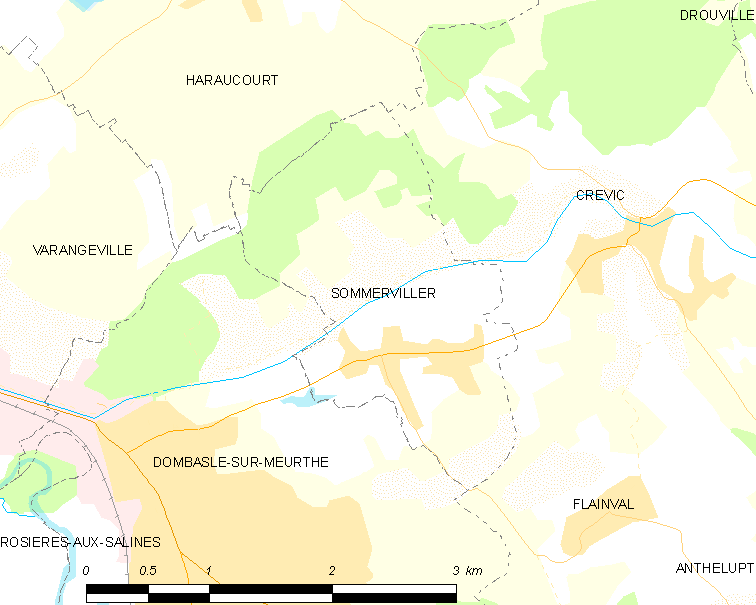
Карта окрестностей Соммервиллера.

Соммервиллер расположен в 16 км к юго-востоку от Нанси. Стоит на реке Санон, притоке Мёрта. Соммервиллер пересекает канал Марна — Рейн, здесь расположен шлюз канала.
Соседние коммуны: Арокур на севере, Кревик на северо-востоке, Фленваль на юго-востоке, Домбаль-сюр-Мёрт на западе. Коммуна появляется под своим нынешним названием ещё на карте Кассини.

## Демография
Население коммуны на 2010 год составляло 905 человек.
| 1962 | 1968 | 1975 | 1982 | 1990 | 1999 | 2010 |
| ---- | ---- | ---- | ---- | ---- | ---- | ---- |
| 845  | 838  | 978  | 953  | 955  | 954  | 905  |

## Достопримечательности
- Пятиарочный мост через Санон.
- Шлюз на канале Марна — Рейн.